# 2-Methylindol
2-Methylindol ist ein aromatischer Heterocyclus aus der Gruppe der Stickstoffheterocyclen und ein Derivat des Indols.

## Gewinnung und Darstellung
2-Methylindol kann gewonnen werden, indem erst o-Methylacetanilid mit Natriumamid in Ether bis 260 °C erhitzt wird (wobei der Ether und der gebildete, freie Ammoniak abdampfen) und das entstandene Natrium(2-methylindolid) in  Ethanol resolvatisiert und mit warmem Wasser hydrolysiert wird. Es kann auch aus Steinkohlenteer gewonnen werden.

## Eigenschaften
2-Methylindol ist ein brennbarer, schwer entzündbarer, lichtempfindlicher, weißer bis graubrauner Feststoff mit unangenehmem Geruch, der schwer löslich in Wasser ist. Es ist isomer zu Skatol (3-Methylindol) und zeigt Tribolumineszenz.

## Verwendung
2-Methylindol wird als Reagenz für die regioselektive Synthese von Oxopyrrolidin-Analoga über iodkatalysierte Markownikow-Additionsreaktion, Friedel-Crafts-Alkylierungen, Herstellung von Pflanzenwachstumshemmern, Michael-Additionen und der Synthese von Cyclooxygenase-1- / Cyclooxygenase-2-Hemmern verwendet. So dient es auch der Herstellung von Azofarbstoffen und Duftstoffen.